# Regiunea Oio
Regiunea Oio este una dintre cele 9 unități administrativ-teritoriale de gradul I ale statului Guineea-Bissau. Reședința regiunii este orașul Farim. Alte orașe ale regiunii sunt Bissorã și Mansôa.

## Sectoare
Regiunea este divizată într-un număr de 5 sectoare:
- Bissora
- Farim
- Mansaba
- Mansoa
- Nhacra